# Brachytarsina kanoi
Brachytarsina kanoi är en tvåvingeart som beskrevs av Maa 1967. Brachytarsina kanoi ingår i släktet Brachytarsina och familjen lusflugor. Inga underarter finns listade i Catalogue of Life.